# Koreanische Schulen in Deutschland
Die Koreanischen Schulen in Deutschland sind privat organisierte Sprachschulen, in denen die koreanische Sprache vermittelt und zum Teil auch die koreanische Kultur gepflegt wird.
In den Schulen werden Kinder der zweiten und dritten Generation von koreanischen Einwanderern, von deutsch-koreanischen Eltern und von koreanischen Familien, die sich zeitlich begrenzt in Deutschland aufhalten, unterrichtet. Einige Schulen bieten zusätzlich auch Sprachkurse für Nicht-Koreaner an, die die koreanische Sprache aus den unterschiedlichsten Gründen erlernen wollen.

## Geschichte
Die meisten Schulen wurden in jener Zeit gegründet, als die koreanischen Bergleute und Krankenschwestern, die als Gastarbeiter nach Deutschland gekommen waren, ein unbefristetes Aufenthaltsrecht bekamen und darüber besorgt waren, dass ihre Kinder, die bereits deutsche Schulen besuchten, zunehmend die koreanische Sprache verloren oder sich in ihrer Muttersprache nicht weiterentwickeln konnten. Die Schulen wurden in Privatinitiative, zumeist als eingetragene Vereine gegründet und bekamen Unterstützung finanzieller und materieller Art von der südkoreanischen Regierung, die sich bis heute über die staatliche Overseas Koreans Foundation um die Bildung von rund 7,5 Millionen Auslandskoreanern in der Welt und ihren Nachkommen kümmert und die koreanischen Schulen weltweit finanziell und mit Bildungsmaterial sowie Lehrbüchern unterstützt.

## Koreanische Schulen
Zum Stand Juli 2019 gab es insgesamt 28 koreanische Schulen in Deutschland, 8 davon alleine in Nordrhein-Westfalen mit den meisten koreanischen Schulen in einem Bundesland. Zu den größten und mit den ältesten Schulen zählen die 1974 gegründete Koreanische Schule in Hamburg, die 1976 gegründete Koreanische Schule in Frankfurt am Main e. V., die ebenfalls 1976 gegründete Koreanische Schule Bochum e. V., die 1978 gegründete Koreanischen Schule Dortmund e. V. und die 1980 gegründete Koreanische Schule Berlin e. V.

## Liste der Schulen
Die nachfolgend aufgeführten koreanischen Schulen sind nach Bundesländer und innerhalb dieser nach Alphabet gelistet:
- Hamburg und Schleswig-Holstein
  - seit 1974 – 함부르크 한인학교 – Koreanische Schule Hamburg[3]
  - seit 1993 – 킬한글학교 – Koreanische Schule Kiel[4]
- Bremen und Niedersachsen
  - seit 1983 – 브레멘 한국학교 – Koreanische Schule Bremen e. V.[5]
  - seit 1977 – 브라운슈바익 한글학교 – Koreanische Schule Braunschweig[6]
  - seit 1978 – Koreanische Schule in Hannover e. V.[7]
- Nordrhein-Westfalen
  - seit 1973 – 아헨 한글학교 – Koreanische Schule Aachen[8]
  - seit 1976 – 보훔한글학교 – Koreanische Schule Bochum e. V.[9]
  - seit 1977 – Koreanisch Schule Bonn 본 한글학교 e. V.[10]
  - seit 1978 – 도르트문트 한글학교 – Koreanischen Schule Dortmund e. V.[11]
  - seit 1982 – Koreanische Schule Duisburg e. V.
  - seit 1977 – Koreanische Schule Düsseldorf e.V
  - seit 1985 – Koreanische Schule in Essen e. V.
  - seit 1974 – Koreanische Schule Köln[12]
  - seit 2019 – Koreanische Schule Münster[13]
- Hessen
  - seit 2010 – Koreanische Schule Darmstadt e. V.
  - seit 1976 – Koreanische Schule in Frankfurt am Main e. V.
  - seit 1982 – 프랑크푸르트 한국학교 – Koreanische Schule in Kassel e. V.[14]
  - seit 1975 – Mugungwha Koreanische Schule e. V. in Mainz
  - seit 1983 – Koreanische Schule in Wiesbaden[15]
- Berlin
  - seit 1980 – 베를린 한글학교 – Koreanische Schule Berlin e. V.[16]
- Sachsen
  - seit 2004 – Koreanischer Verein Leipzig e. V.
- Baden-Württemberg
  - seit 1994 – Koreanische Schule in Freiburg[17]
  - seit 1987 – 하이델베르크 한글학교 – Koreanische Schule Heidelberg e. V.[18]
  - seit 1985 – Koreanische Schule in Karlsruhe e. V.
  - seit 2017 – Koreanische Schule in Rheinfelden
  - seit 1983 – 슈투트가르트 한글학교 – Koreanische Schule in Stuttgart e. V.[19]
- Bayern
  - seit 1986 – Koreanische Schule Augsburg Schwaben e. V.
  - seit 1988 – Koreanische Schule Erlangen/Nürnberg e. V.
  - seit 1979 – 뮌헨한글학교 – Koreanische Schule München e. V.[20]